# Kalli (Lääneranna)
Kalli (Duits: Kallie) is een plaats in de Estlandse gemeente Lääneranna, provincie Pärnumaa. De plaats heeft de status van dorp (Estisch: küla).
Tot in oktober 2017 behoorde Kalli tot de gemeente Koonga. In die maand werd Koonga bij de fusiegemeente Lääneranna gevoegd.

## Bevolking
Het dorp had 40 inwoners op 31 december 2011 en 37 inwoners op 31 december 2021.

## Ligging
Ten noorden van Kalli ligt het natuurreservaat Nedrema looduskaitseala (24,3 km²). Ten zuiden van de plaats ligt het natuurreservaat Nätsi-Võlla looduskaitseala (11,4 km²).

## Geschiedenis
Kalli werd in 1424 voor het eerst genoemd onder de naam Calliver. De nederzetting viel later onder het landgoed van Koonga, vanaf 1601 als Wacke, een administratieve eenheid voor een groep boeren met gezamenlijke verplichtingen. Ergens tussen 1624 en 1638 ontstond een landgoed Kalli, dat op het eind van de 17e eeuw een kroondomein werd.
In 1866 kreeg Kalli een Russisch-Orthodoxe kerk, de Kalli Ristija Johannese kirik, gewijd aan Johannes de Doper. In 1985 sloot de kerk haar deuren. Sindsdien is ze vervallen tot een ruïne.